# Complot de Babington

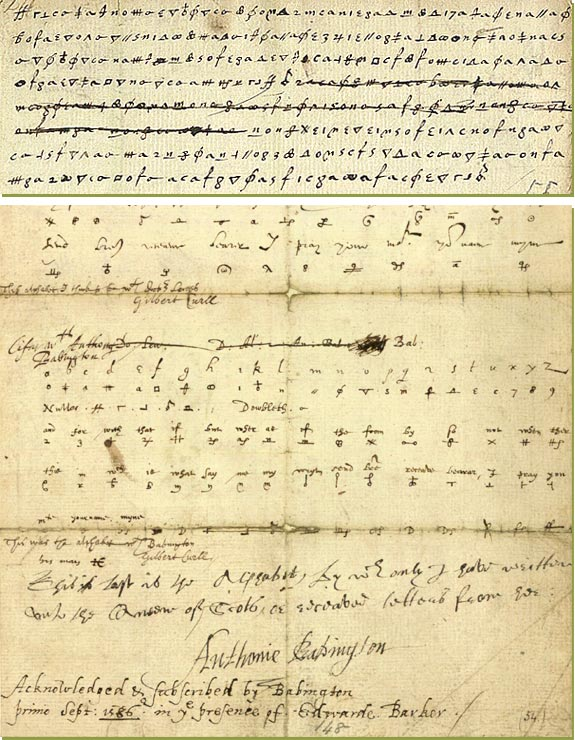
El "descifrador" de Walsingham falsificó esta posdata cifrada de la carta de María a Babington. Le pide a Babington que use la – rota – cifra para decirle los nombres de los conspiradores.

El complot de Babington fue un plan de 1586 para asesinar a la reina Isabel I de Inglaterra, una protestante, y poner a María I de Escocia, su prima católica, en el trono inglés. Condujo a la ejecución de María Estuardo, como resultado de una carta enviada por ella (que había estado encarcelada durante 19 años desde 1568 en Inglaterra a instancias de Isabel) en la que consintió en el asesinato de Isabel. 
El objetivo a largo plazo del complot era la invasión de Inglaterra por las fuerzas españolas del rey Felipe II de España y la Liga Católica, lo que llevaría a la restauración de la religión católica. El complot fue descubierto por el jefe de espías de Isabel, Sir Francis Walsingham, y se utilizó para atrapar a María con el fin de destituirla como pretendiente al trono inglés.
Los principales conspiradores fueron Anthony Babington y John Ballard. Babington, un joven recusante, fue reclutado por Ballard, un sacerdote jesuita que esperaba rescatar a la reina de Escocia. Trabajando para Walsingham estaban los agentes dobles Robert Poley y Gilbert Gifford, así como Thomas Phelippes, un agente espía y criptoanalista, y el espía puritano Maliverey Catilyn. El turbulento diácono católico Gifford había estado al servicio de Walsingham desde finales de 1585 o principios de 1586. Gifford obtuvo una carta de presentación para la reina María de un confidente y espía de ella, Thomas Morgan. Walsingham luego colocó al agente doble Gifford y al descifrador espía Phelippes dentro del castillo de Chartley,   donde estaba encarcelada la reina María. Gifford organizó el plan de Walsingham para colocar las comunicaciones cifradas de Babington y María Estuardo en el corcho de un barril de cerveza que luego fueron interceptadas por Phelippes, decodificadas y enviadas a Walsingham. 
El 7 de julio de 1586, Phelippes descifró la única carta de Babington enviada a María Estuardo, quien respondió en código el 17 de julio de 1586 ordenando a los posibles rescatadores que asesinaran a la reina Isabel. La carta de respuesta también incluía frases descifradas que indicaban su deseo de ser rescatada: "Los asuntos están así preparados" y "De repente puedo ser transportada fuera de este lugar". En el juicio de Fotheringay en octubre de 1586, el Lord Alto Tesorero  de Isabel, William Cecil, y Walsingham utilizaron la carta contra María Estuardo, quien se negó a admitir que era culpable. Fue denunciada sin embargo por sus secretarios Claude Nau de la Boisseliere y Gilbert Curle, quienes fueron escoltados a Londres por Thomas Gorges  e interrogados el 4 de agosto de 1586  y confesaron bajo presión que la carta era mayoritariamente veraz. Curle testificó que había advertido a María Estuardo que no respondiera a las cartas de Babington. 

## El encarcelamiento de María Estuardo

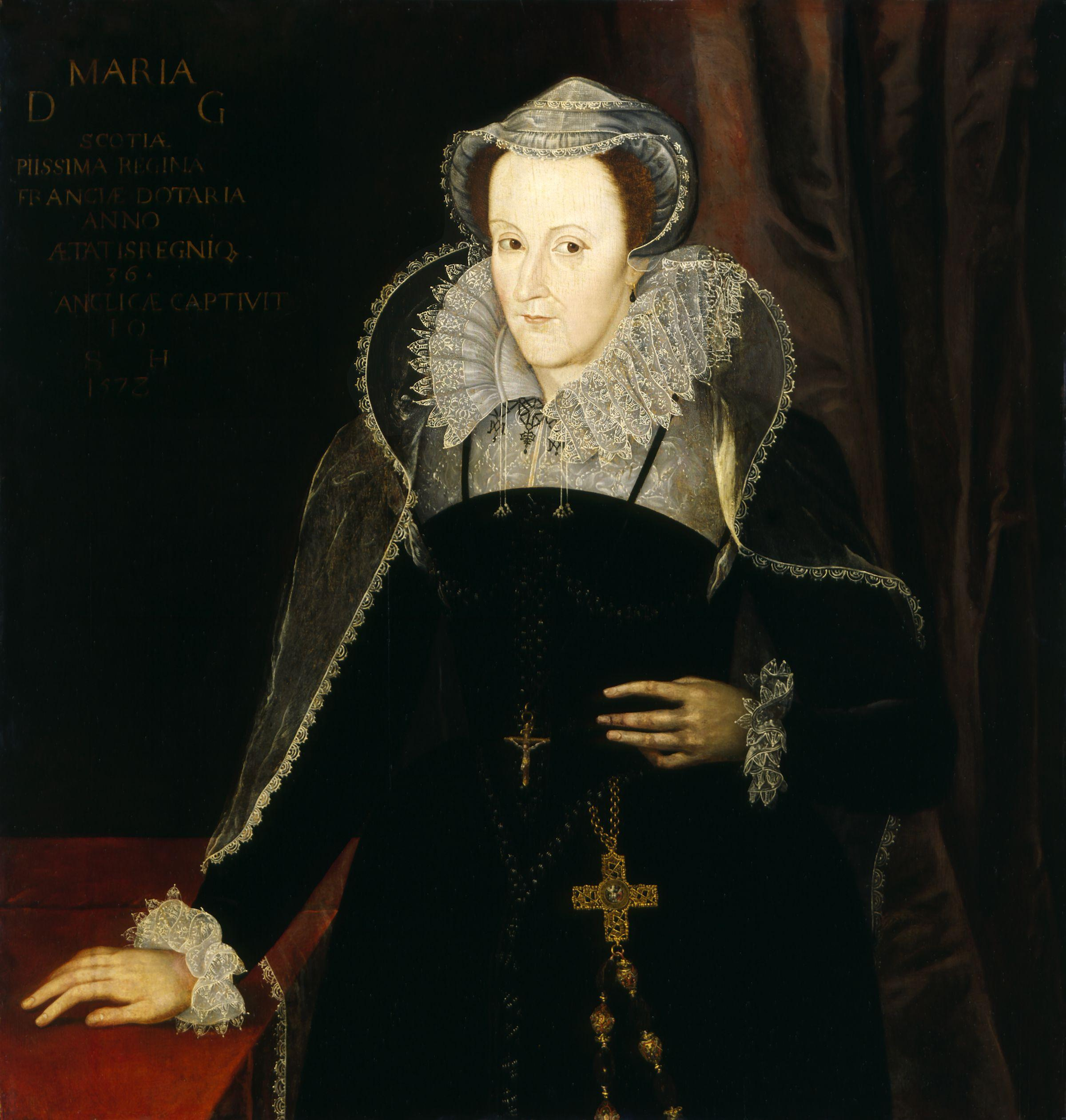
María en cautiverio, c. 1578

María Estuardo era considerada por los católicos romanos como la heredera legítima del trono de Inglaterra. En 1568 escapó del encarcelamiento de los rebeldes escoceses y buscó la ayuda de su prima hermana, Isabel I, un año después de su abdicación forzada al trono de Escocia. La emisión de la bula papal Regnans in Excelsis por Pío V el 25 de febrero de 1570 otorgó a los católicos ingleses el derecho a derrocar a la reina inglesa. María Estuardo se convirtió en el punto focal de numerosos complots e intrigas para restaurar Inglaterra a la religión católica, y para deponer a Isabel e incluso quitarle la vida. En lugar de la ayuda esperada, Isabel encarceló a María durante diecinueve años a cargo de una sucesión de carceleros, principalmente de George Talbot, conde de Shrewsbury.
En 1584, el Consejo Privado de Isabel firmó un "Vínculo de Asociación" (Bond of Association) diseñado por Cecil y Walsingham que establecía que cualquier persona dentro de la línea de sucesión al trono en cuyo nombre alguien conspirara contra la reina, sería excluido de la línea de sucesión y ejecutado. Así lo acordaron cientos de ingleses, que también firmaron el documento. María Estuardo también aceptó firmarlo. Al año siguiente, el Parlamento aprobó la Ley de Asociación,  que preveía la ejecución de cualquiera que se beneficiara de la muerte de la reina si se descubriera un complot contra ella. Debido al vínculo, María podría ser ejecutada si otros iniciaran un complot que pudiera conducir a su acceso al trono de Inglaterra.
La reina Isabel ordenó que María Estuardo fuera trasladada de regreso a las ruinas del castillo de Tutbury en el clima invernal de la víspera de Navidad de 1569.  María enfermó a causa de las malas condiciones de su cautiverio, encarcelada en una habitación fría y muy húmeda, con las ventanas cerradas y sin acceso al sol.
En 1585, Isabel ordenó que María fuera trasladada en un carruaje y bajo fuerte vigilancia y puesta bajo el más estricto confinamiento en Chartley Hall en Staffordshire, bajo el control de Sir Amias Paulet. Se le prohibió cualquier correspondencia con el mundo exterior. El puritano Paulet fue elegido por la reina Isabel en parte porque aborrecía la fe católica.

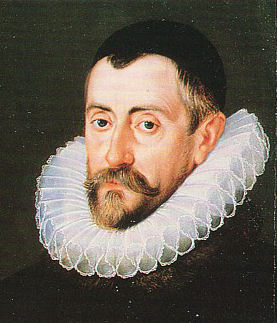
Francis Walsingham

En reacción a la creciente amenaza planteada por los católicos, instados por el Papa y otros monarcas católicos en Europa, Francis Walsingham, secretario de Estado y maestro de espías de la reina Isabel, junto con William Cecil, principal asesor de Isabel, se dieron cuenta de que si María podía ser implicada en un complot para asesinar a Isabel, podría ser ejecutada y la amenaza papista disminuiría. Como le escribió al conde de Leicester: "Mientras esa mujer diabólica viva, ni Su Majestad debe hacer cuentas para continuar en tranquila posesión de su corona, ni sus fieles servidores asegurarse de la seguridad de sus vidas".  Walsingham utilizó a Babington para atrapar María Estuardo enviando a su agente doble, Gilbert Gifford, a París para obtener la confianza de Morgan, luego encerrado en la Bastilla. Morgan trabajó anteriormente para George Talbot, sexto conde de Shrewsbury, anterior carcelero de María. A través de Shrewsbury, María conoció a Morgan y lo envió a París para entregar cartas a la corte francesa. Mientras estaba en París, Morgan se vio involucrado en un complot anterior diseñado por William Parry, que resultó en su encarcelamiento en la Bastilla. En 1585, Gifford fue arrestado al regresar a Inglaterra mientras pasaba por Rye en Sussex con cartas de presentación de Morgan a la reina María. Walsingham liberó a Gifford para trabajar como agente doble en el complot de Babington.  Gifford usó el alias "N.° 4" tal como había usado otros alias como Colerdin, Pietro y Cornelys. Walsingham hizo que actuara como mensajero en el complot para eliminar a María Estuardo.

## Complot
El complot de Babington estaba relacionado con varios planes separados:
- solicitud de una invasión española de Inglaterra con el propósito de deponer a la reina protestante Isabel y reemplazarla por la católica reina María;
- un complot para asesinar a la reina Isabel.

A instancias de los partidarios franceses de María Estuardo, John Ballard, un sacerdote jesuita y agente de la Iglesia Romana, fue a Inglaterra en varias ocasiones en 1585 para conseguir promesas de ayuda de la nobleza católica del norte en nombre de María. En marzo de 1586, se reunió con John Savage, un ex soldado que estaba involucrado en un complot separado contra Isabel y que había jurado asesinar a la reina. Se resolvió en este complot después de consultar con tres amigos: William Gifford, Christopher Hodgson y Gilbert Gifford. Gilbert Gifford había sido arrestado por Walsingham y aceptó ser agente doble. Gifford ya estaba empleado por Walsingham cuando Savage seguía adelante con el complot, según Conyers Read.  Más tarde, ese mismo año, Gifford informó a Charles Paget y Bernardino de Mendoza y les dijo que los católicos ingleses estaban dispuestos a organizar una insurrección contra Isabel, siempre que tuvieran asegurado el apoyo extranjero. Si bien no estaba claro si el informe de Ballard sobre el alcance de la oposición católica era exacto, lo que era seguro es que pudo obtener garantías de que llegaría el apoyo. Luego regresó a Inglaterra, donde persuadió a un miembro de la nobleza católica, Anthony Babington, para que liderara y organizara a los católicos ingleses contra Isabel. Ballard informó a Babington sobre los planes que se habían propuesto hasta el momento. La confesión posterior de Babington dejó claro que Ballard estaba seguro del apoyo de la Liga Católica:

Me dijo que en esta ocasión lo habían devuelto de Fraunce. Estando con Mendoza en París, fue informado que respecto de los daños causados por nuestro Estado a los más grandes príncipes cristianos, por el fomento de sediciones y divisiones en sus provincias, por retener violentamente las legítimas posesiones de algunos, por la invasión de las Indias. y mediante la piratería, el robo del tesoro y las riquezas de otros y otros males intolerables que debían sufrir príncipes tan grandes y poderosos, la Liga Católica resolvió buscar reparación y satisfacción, que habían prometido realizar este verano sin más demora. , tener preparadas tales fuerzas y todos los preparativos bélicos como tales nunca fue escenario en estas partes de la cristiandad... El Papa era el principal eliminador, el rey más cristiano y el rey católico con todos los demás príncipes de la liga concurrieron como instrumentos para la corrección de estos errores y reforma de la religión. Los conductores de esta empresa para la nación francesa, Enrique I, duque de Guisa, o su hermano Carlos de Lorena, duque de Mayenne; por las fuerzas italianas e hispanas, el P. de Parma; el número total es alrededor de 60.000. 

A pesar de esta seguridad de apoyo extranjero, Babington dudaba, ya que pensaba que ninguna invasión extranjera tendría éxito mientras Isabel permaneciera, a lo que Ballard respondió que los planes de John Savage se encargarían de eso. Después de una larga discusión con amigos y futuros compañeros de conspiración, Babington consintió en unirse y liderar la conspiración. 
Desafortunadamente para los conspiradores, Walsingham ciertamente estaba al tanto de algunos de los aspectos del plan, basándose en informes de sus espías, en particular Gilbert Gifford, quien vigilaba a todos los participantes principales. Si bien podría haber cerrado alguna parte del complot y arrestado a algunos de los involucrados que estuvieran a su alcance, todavía carecía de cualquier prueba que demostrara la participación activa de  María Estuardo en el complot y temía cometer un error que pudiera costarle la vida a Isabel..

### Infiltración

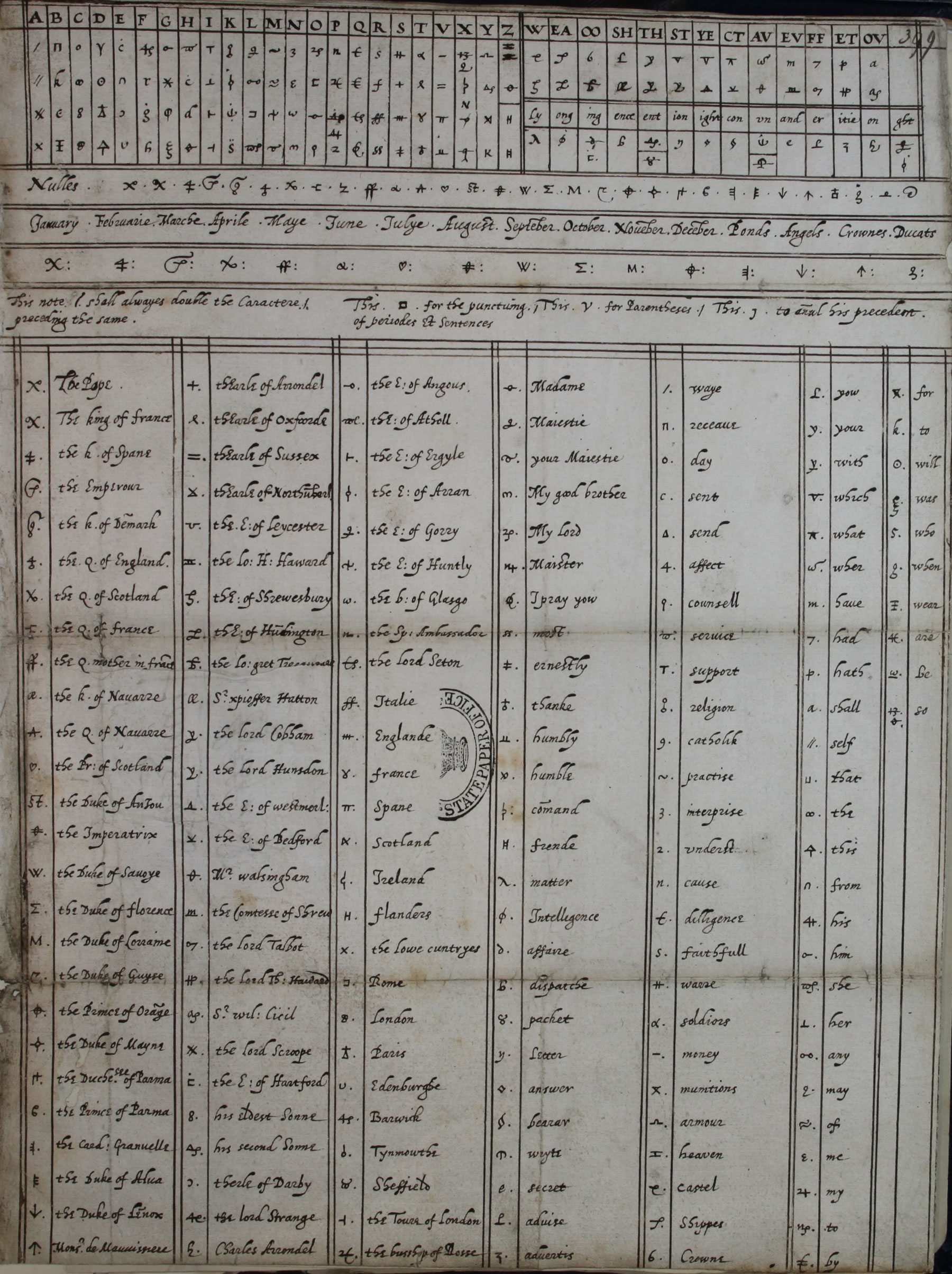
El código cifrado de María I de Escocia

Después de la trama de Throckmorton, la reina Isabel había emitido un decreto en julio de 1584 que impedía toda comunicación hacia y desde María. Sin embargo, Walsingham y Cecil se dieron cuenta de que ese decreto también perjudicaba su capacidad para atrapar a María Estuardo. Necesitaban pruebas por las que ella pudiera ser ejecutada según los principios del Vínculo de Asociación. Así, Walsingham estableció una nueva línea de comunicación, una que podía controlar cuidadosamente sin despertar sospechas. Gifford se acercó al embajador francés en Inglaterra, Guillaume de l'Aubespine, barón de Châteauneuf-sur-Cher, y le describió el nuevo sistema de correspondencia que había diseñado Walsingham. Gifford y el carcelero Paulet habían hecho arreglos para que un cervecero local facilitara el movimiento de mensajes entre María Estuardo y sus seguidores colocándolos en una carcasa hermética dentro del tapón de un barril de cerveza. Thomas Phelippes, un experto en cifrado y lenguaje al servicio de Walsingham, fue alojado en Chartley Hall para recibir los mensajes, decodificarlos y enviarlos a Walsingham. Gifford envió una tabla de códigos (proporcionada por Walsingham) a Chateauneuf y solicitó que el primer mensaje se enviara a María Estuardo.
Todos los mensajes posteriores a María Estuardo se enviarían mediante paquetes diplomáticos a Chateauneuf, quien luego se los pasaría a Gifford. Gifford se los pasaría a Walsingham, quien se los confiaría a Phelippes. El cifrado utilizado fue un cifrado por sustitución.  Phelippes decodificaría y haría una copia de la carta. Luego se volvería a cerrar la carta y se la devolvería a Gifford, quien se la pasaría al cervecero. Luego, el cervecero le pasaría la carta de contrabando a María Estuardo. Si María Estuardo enviara una carta a sus seguidores, pasaría por el proceso inverso. En poco tiempo, Walsingham interceptó y leyó todos los mensajes que llegaban hacia y desde Chartley Hall.

## Correspondencia
Yo, con diez caballeros y cien de nuestros seguidores, nos encargaremos de liberar tu real persona de manos de tus enemigos. Para el envío de la usurpadora, de cuya obediencia quedamos libres por la excomunión de ella, están seis nobles caballeros, todos mis amigos privados, que por el celo que tienen por la causa católica y el servicio de Su Majestad se encargarán de la trágica ejecución.

Esta carta fue recibida por María Estuardo el 14 de julio de 1586, quien estaba de mal humor al saber que su hijo la había traicionado en favor de Isabel, y tres días después respondió a Babington en una larga carta en la que esbozaba los componentes de un rescate exitoso y la necesidad de asesinar a Isabel. También destacó la necesidad de ayuda exterior para que el intento de rescate tuviera éxito:

Porque hace mucho tiempo que he mostrado a los príncipes católicos extranjeros lo que han hecho contra el Rey de España, y en el tiempo que los católicos aquí permanecen, expuestos a todas las persecuciones y crueldades, disminuyen diariamente en número, fuerzas, medios y poder. De modo que, si no se les proporciona rápidamente remedio, temo no poco que se vuelvan completamente incapaces de volver a levantarse para siempre y de recibir ayuda alguna, cuandoquiera que se la ofrecieran. Entonces, por mi parte, le ruego que asegure a nuestros principales amigos que, aunque no tenía en esta causa ningún interés particular en este caso... estaré siempre lista y dispuesta a emplear en ello mi vida y todo lo que tengo, o que alguna vez pueda buscar, en este mundo".

María Estuardo, en su carta de respuesta, aconsejó a los posibles rescatadores que se enfrentaran a los puritanos y vincularan su caso a la Reina de Inglaterra como su heredera.

Estos preceptos podrán servir para fundar y establecer entre todas las asociaciones, o consideraciones generales, como se hace sólo para su conservación y defensa, tanto en las religiones como en las tierras, vidas y bienes, contra las opresiones y desprecios de dichos puritanos, sin necesidad de escribir directamente, o diciendo nada contra la Reina, sino más bien mostrándose dispuestos a mantenerla a ella y a sus legítimos herederos después de ella, sin nombrarme.

María fue clara en su apoyo al asesinato de Isabel si eso la hubiera llevado a la libertad y al dominio católico de Inglaterra. Además apoyó en esa carta, y en otra al embajador Mendoza, una invasión española de Inglaterra.
La carta fue nuevamente interceptada y descifrada por Phelippes, quien, siguiendo las instrucciones de Walsingham, conservó el original e hizo una copia, añadiendo una solicitud de los nombres de los conspiradores:

Me encantaría saber los nombres y cualidades de los seis caballeros que deben realizar la trama, porque de ser así, podré, una vez que tenga conocimiento de las partes, darle algunos consejos adicionales necesarios a seguir; y aun así deseo que me informen de los nombres de todas esas personas principales y también de vez en cuando, en particular, cómo procede y, en la medida de lo posible, para el mismo propósito, quiénes son ya y hasta qué punto cada uno privye (?) aquí.

Entonces, envió una carta que destruiría su vida:

Que comience la gran conspiración.
Firmado
María

## Detenciones, juicios y ejecuciones

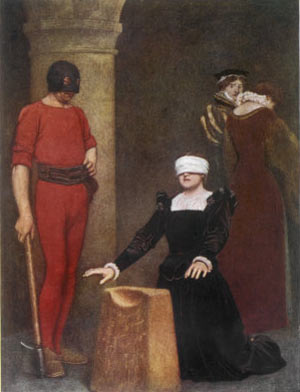
La ejecución de María EStuardo por James Dromgole Linton

John Ballard fue arrestado el 4 de agosto de 1586 y bajo tortura confesó e implicó a Babington. Aunque Babington pudo recibir la carta con la posdata, no pudo responder con los nombres de los conspiradores, ya que fue arrestado. Otros fueron hechos prisioneros el 15 de agosto de 1586. Los dos secretarios de María Estuardo, Claude Nau y Gilbert Curle, y un empleado, Jérôme Pasquier, también fueron detenidos e interrogados. 
Los conspiradores fueron condenados a muerte por traición y conspiración contra la corona, y fueron ahorcados, arrastrados y descuartizados. Este primer grupo incluía a Babington, Ballard, Chidiock Tichborne, Thomas Salisbury, Henry Donn, Robert Barnewell y John Savage. Un grupo adicional de siete hombres, entre ellos Edward Habington, Charles Tilney, Edward Jones, John Charnock, John Travers, Jerome Bellamy y Robert Gage, fueron juzgados y condenados poco después. Ballard y Babington fueron ejecutados el 20 de septiembre de 1586 junto con los demás hombres que habían sido juzgados con ellos. Fue tal la protesta pública ante el horror de su ejecución que Isabel cambió la orden para que se permitiera colgar al segundo grupo hasta que estuviera "bastante muerto" antes de destriparlo y descuartizarlo.
En octubre de 1586, María Estuardo fue enviada para ser juzgada en el castillo de Fotheringhay, en Northamptonshire, por 46 lores, obispos y condes ingleses. No se le permitió asesoría jurídica, no se le permitió revisar las pruebas en su contra ni llamar a testigos. En el juicio se leyeron partes de las traducciones de las cartas de Phellipes. María Estuardo fue condenada por traición a Inglaterra. Un lord inglés votó no culpable. Isabel firmó la sentencia de muerte de su prima,  y el 8 de febrero de 1587, frente a 300 testigos, María, reina de Escocia, fue decapitada. 

## En la literatura
María Estuardo, una versión dramatizada de los últimos días de María I Escocia, incluida la trama de Babington, fue escrita por Friedrich Schiller y representada en Weimar, Alemania, en 1800. Esto a su vez formó la base de Maria Estuardo, una ópera de Donizetti, en 1835. Aunque la trama de Babington ocurre antes de los eventos de la ópera, y solo se hace referencia a ella dos veces durante la obra, la segunda ocasión fue cuando María Estuardo admitió su participación en privado ante su confesor (un papel asumido por Lord Talbot en la ópera, aunque no en la vida real).
La historia del complot de Babington está dramatizada en la novela Conies in the Hay de Jane Lane, y ocupa un lugar destacado en A Dead Man in Deptford, de Anthony Burgess. En la serie de libros My Story, The Queen's Spies (retitulado To Kill A Queen 2008), se ofrece un relato ficticio contado en formato de diario por una niña isabelina ficticia, Kitty. La trama de Babington constituye el trasfondo histórico (y proporciona gran parte de la intriga) de Holy Spy, la séptima serie de detectives históricos de Rory Clements, protagonizada por John Shakespeare, un agente de inteligencia de Walsingham y hermano mayor del más famoso Will.
La versión simplificada del complot de Babington también es el tema de la novela para niños o jóvenes adultos, Un viajero en el tiempo (1939), de Alison Uttley, quien creció cerca de la casa de la familia Babington en Derbyshire. Una joven moderna descubre que retrocede al tiempo poco antes de que la trama esté a punto de implementarse. Posteriormente se convirtió en una miniserie de televisión de la BBC en 1978, con pequeños cambios con respecto a la novela original.
El complot de Babington también está dramatizado en la novela de Ken Follett de 2017 Una columna de fuego, en la novela de Jacopo della Quercia de 2015 License to Quill, y en la novela de S. J. Parris de 2020 Ejecution, la última de sus novelas con Giordano Bruno como protagonista.
La trama ocupa un lugar destacado en el primer capítulo de The Code Book, un estudio de la historia de la criptografía escrito por Simon Singh y publicado en 1999.

## Adaptaciones dramáticas
El episodio cuatro de la serie de televisión Elizabeth R (titulado "Conspiraciones horribles") está dedicado a la trama de Babington, y la película Elizabeth: The Golden Age también trata sobre ello.
Un drama de 45 minutos titulado The Babington Plot, escrito por Michael Butt y dirigido por Sasha Yevtushenko, fue transmitido en BBC Radio 4 el 2 de diciembre de 2008 como parte del Afternoon Drama.  Este drama tomó la forma de un documental sobre el primer aniversario de las ejecuciones, con la historia contada desde las perspectivas de Thomas Salisbury, Robert Poley, Gilbert Gifford y otros que, aunque no son conspiradores, están de alguna manera relacionados con los acontecimientos. todos los cuales son entrevistados por el presentador (interpretado por Stephen Greif). El reparto también incluía a Samuel Barnett como Thomas Salisbury, Burn Gorman como Robert Poley, Jonathan Taffler como Thomas Phelippes e Inam Mirza como Gilbert Gifford.
El episodio uno de la miniserie de la BBC de 2017 Elizabeth I's Secret Agents  (transmitido en los EE. UU. por PBS en 2018 como Queen Elizabeth's Secret Agents ) trata en parte del complot de Babington.